# Mordellistena arabissa
Mordellistena arabissa es una especie de coleóptero de la familia Mordellidae.

## Distribución geográfica
Habita en Aden (Asia).